# Passivação

O Diagrama de Pourbaix do ferro.

Passivação é a modificação do potencial de um eletrodo no sentido de menor atividade (mais catódico ou mais nobre) devido a formação de uma película de produto de corrosão. Esta película é denominada película passivante. 

## Características
Os princípios da passivação baseiam-se na cinética electroquímica, que resulta da formação de películas protetoras sobre a superfície de metais por imposição de correntes.
A passivação presta-se a assegurar a resistência à corrosão do componente ou peça e, consequentemente, sua durabilidade sem mudar sua aparência.
Peças destinadas a aplicações em temperaturas próximas da ambiente contam com a camada passiva, fina e transparente para a sua resistência à corrosão. Apesar deste processo de passivação ocorrer naturalmente, ele pode ser induzido através da ação de ácidos fortemente oxidantes. Ácido nítrico é um dos reagentes mais utilizados para este fim em tratamentos de passivação comercialmente disponíveis para aços inoxidáveis. Ácidos mais fracos, como o cítrico, podem também auxiliar na formação da camada passiva.
A camada passiva que se desenvolve sobre o aço inoxidável não é uma camada ou óxido simples, como aquela que se forma ao aquecer-se o material.
Os metais e ligas metálicas que se passivam como o cromo, são os formadores de películas protetoras.

## Exemplos
- cromo, níquel, titânio, aço inoxidável, a liga monel que se passivam na grande maioria dos meios corrosivos, especialmente na atmosfera;
- O alumínio é o principal exemplo de camada de passivação que se transforma em Óxido de alumínio, Al2O3.
- chumbo que se passiva na presença de ácido sulfúrico;
- O ferro que se passiva na presença de ácido nítrico concentrado e não se passiva na presença de ácido nítrico diluído;
- A maioria dos metais e ligas passivam-se na presença de meios básicos, com exceção dos metais anfóteros (Al, Zn, Pb, Sn e Sb)